# 許士揚
許士揚（？年—1636年），字子明，號平舆，苏州府长洲县人。明朝政治人物。

## 生平
萬曆三十一年（1603年）癸卯科應天府乡试舉人，崇祯四年（1631年）辛未科进士。吏部观政，授行人司行人，八年回籍，九年卒。